# De Griffioen (Wolphaartsdijk)
De Griffioen is een rijksmonument in Wolphaartsdijk in de Nederlandse provincie Zeeland. Het werd in 1928 gebouwd als gemeentehuis van de toenmalige gemeente Wolphaartsdijk en doet tegenwoordig dienst als dorpshuis. De huidige naam draagt het gebouw officieel sinds 19 augustus 1977. Het is vernoemd naar de griffioen die is afgebeeld in het wapen van Wolphaartsdijk dat boven de ingang hangt. 

## Het gebouw
Het pand werd door H.A. van Pothoven ontworpen in de stijl van de Delftse School. Het rechthoekige is opgetrokken uit rode baksteen en heeft een sober karakter. Het bestaat uit een souterrain en een bel-etage met een hoog schilddak, waarop zich een dakruiter bevindt met een koperen ui  als dak. Een deel van de ruiten is voorzien van luiken, de overige ruiten bestaan uit kleurloos glas-in-lood. De toegang naar het gebouw wordt verkregen via een natuurstenen bordestrap. Boven de deur is een oeil de boeuf aangebracht met daaronder het gemeentewapen. In het souterrain bevonden zich cellen.
Aan de achterkant van De Griffioen bevond zich een rechthoekige vijver. In 1991-1992 is deze gedeeltelijk verdwenen ten behoeve van een nieuwe vleugel aan het oorspronkelijke gebouw, met onder meer een sportzaal. In 1999 werd nog een serre aangebouwd.

## Geschiedenis
Aanvankelijk was De Griffioen gemeentehuis voor Wolphaartsdijk. In 1970 echter vond een gemeentelijke herindeling plaats, waarbij Wolphaartsdijk werd toegevoegd aan de gemeente Goes. Het gebouw werd in 1976 opgeknapt en er vestigden zich een jeugdsoos, peuterspeelzaal en diverse verenigingen huurden er ruimte. Het gebouw is in beheer bij de dorpsvereniging, die sinds 1959 in de nabijheid een dorpshuis had. Dit dorpshuis verkeerde echter in slechte staat en bleek niet renoveerbaar. Het overleg over een oplossing verliep stroef, maar uiteindelijk werd besloten om het voormalige gemeentehuis, inmiddels "De Griffioen" geheten, uit te breiden met een nieuwe vleugel. Deze werd voltooid in 1992. Het oude dorpshuis werd verlaten en deze functie werd door De Griffioen overgenomen. 